# 大圃研
大圃 研（おおはた けん、1974年（昭和49年）3月4日 - ）は、日本の医師。専門は消化器内科。茨城県筑西市出身。ハート・レイ株式会社所属。
開腹手術に代わる、おなかを切らない治療“内視鏡治療：ESD（内視鏡的粘膜下層剥離術）”の第一人者。通常専門が分かれる（食道、胃、大腸）3臓器の治療を1人でこなす。 
所属するNTT東日本関東病院内視鏡部は2016年以降、大腸ESDの件数日本一を維持し続けているなど、日本でも有数のハイボリュームセンターとなっている。また、大空眞弓、梅宮辰夫ら著名人のESDを数多く手掛けている。

## 略歴
1974年下館市(現筑西市)の開業医である大圃病院(現 大圃クリニック)に出生。祖父、祖母、父も医師。栃木県立栃木高等学校卒業。1998年、日本大学医学部卒業。大学在学中に結婚。同大学卒業後、JR東京総合病院に勤務。2000年に、まだ黎明期だった内視鏡的粘膜下層剥離術（ESD）に出会いその可能性を確信する。「内視鏡の技術を身につけたい」という一心で、医局に属さず非常勤の嘱託という条件で最低限のアルバイトをしながら日夜内視鏡技術の修得に明け暮れる日々を送る。周りからすれば不安定な身分だが、そういう立場だからこそできたことも多かったという。
2007年よりNTT東日本関東病院に勤務する。増え続けるESDの依頼に対応するため、チームでの活動を開始する。「100人の医師を育て、1人が100人ずつ救うことが出来れば、1万人の患者を救える」との思いで国内を始め世界で後進の教育指導に尽力する。
2013年、同病院内視鏡部部長に就任。国内はもとよりアジアを中心にヨーロッパやロシアなど世界中で指導を行い普及に努めている。
2020年、本邦では初となる内視鏡のオンラインサロン「Ohata Endosalon」を立ち上げる。「動画の教科書を作りたい」と自身の技術を編集なくリアルに配信している。本来オンラインサロンは月額会費制を設けることが多いが、稼ぐためではないのでと無償で提供している。本人曰く「スマートホンなどで片手間で検索できるような身近な教科書にしたい。開始1年で軽自動車1台買えるくらいの自己負担になっているが、それでも多くの人の参考になれば嬉しい」と語る。

## 年譜
- 1992年、栃木県立栃木高等学校卒業

以下、ハート・レイのホームページによる。
- 1998年、日本大学医学部卒業。  JR東京総合病院　内科研修医
- 2000年、JR東京総合病院　消化器内科
- 2007年、NTT東日本関東病院　消化器内科
- 2013年、NTT東日本関東病院　内視鏡部部長
- 2014年、中国・大連医科大学付属大連市中心医院消化内鏡二科 特聘教授、Qilu Hospital of Shandong University 客員教授（中国）
- 2016年、東京女子医科大学付属成人医学センター 消化器科 非常勤講師　蘇州相城区人民医院　消化器内科　客員教授（中国）北京大学付属人民医院消化器内科 客員教授（中国）
- 2017年、東京医科大学　消化器内視鏡学分野　兼任助教
- 2019年、NTT東日本関東病院　消化管内科部長

## 人物
- 細かい作業が好きで、子供の頃は折り紙を延々と飽きずに折っていたという[9]。
- 趣味は水泳で小学生の頃は将来水泳選手になろうとしていた程の腕前だった。
- 強面に似合わない面倒見の良さ、一切派閥に属さない自由さ、圧倒的な技術力に魅せられて、国内外から弟子入り希望が絶えない[10]。
- 『突き詰めるほど内視鏡には終わりが見えない。』、『我流も極めればいつか本流に。』と縦社会の医療業界の中で、従来の医局制度に入らず腕一本の独学･我流で自らの道を切り拓いた異端児[10]。
- 座右の銘は「淡々と、粛々と、愚直に」。一攫千金を狙わず、目の前のことをコツコツと一生懸命にやるスタンス[7]。
- 患者を待たせたくないという思いから、検査から治療までの日数が短いのが特徴[11]。大空眞弓は食道がんと胃がんを同時に発見されたにもかかわらず、翌週には入院し治療を終え、一週間後には退院したという[12]。

## メディア出演
| 2012/2/25  | 日本経済新聞 | しごと図鑑                                                         |
| 2013/9/23  | 産経新聞     | きょうの人                                                         |
| 2014/7/25  | 日経産業新聞 | サーチライト                                                       |
| 2015/11/13 | KADOKAWA     | がん最新治療に挑む15人の名医（P29-42）消化器がんを内視鏡で剥ぎ取る |

| 2013/12/20 | 長野朝日放送   | ハートフルメッセージ                                                                |
| 2014/11/17 | テレビ東京     | 日経スペシャル 未来世紀ジパング~沸騰現場の経済学~ がん大国に挑む日本のゴッドハンド  |
| 2016/5/15  | 毎日放送       | 情熱大陸 内視鏡医 大圃研 大腸がん内視鏡治療症例数日本一"我流"で未知の域に挑む医師   |
| 2016/5/27  | TBS            | 爆報! THE フライデー                                                                |
| 2016/9/10  | 毎日放送       | サタデープラス 日本を代表する内視鏡治療の名医・大圃研ドクターが実践する時短健康法！ |
| 2017/5/9   | テレビ朝日     | 羽鳥慎一モーニングショー                                                            |
| 2018/2/22  | テレビ東京     | よじごじDays 密着!内視鏡治療のスーパードクター                                      |
| 2018/10/8  | 日本テレビ     | スッキリ 神の手…内視鏡手術スゴ技医師1日に密着                                       |
| 2018/11/28 | 毎日放送       | 予約殺到！スゴ腕の専門外来SP(12)【名医が続々!!★最先端治療法を総力取材】             |
| 2019/3/13  | フジテレビ     | 梅沢富美男のズバッと聞きます！SP                                                    |
| 2020/2/16  | テレビ朝日     | 名医の極み#18                                                                       |
| 2020/2/23  | テレビ朝日     | 名医の極み#19                                                                       |
| 2020/3/1   | テレビ朝日     | 名医の極み#20                                                                       |
| 2021/8/28  | 熊本県民テレビ | 医療ナビ Ｄｒ．テレビたん                                                           |
| 2022/2/26  | 日本テレビ     | 世界一受けたい授業                                                                  |
| 2022/5/17  | 日本テレビ     | 一撃解明バラエティ ひと目でわかる！！                                               |
| 2025/7/27  | BS朝日         | ここまで治る未来医療のフロンティア～宇宙、AI、iPSが変える命の物語～                 |

| 2017 | マイナビバイト | ワカモノ成長プロジェクト『逆引き成長バイト辞典』インタビュー |

## 著書

### 共著
- 大圃研、港洋平『より上手く！より早く！大圃流ESDセミナー』羊土社、ISBN 978-4-7581-1061-7
- 大圃研、港洋平、青木亜由美、佐藤貴幸、志賀拓也『大圃流　消化器内視鏡の介助・ケア』羊土社、ISBN 978-4-7581-1065-5
- 大圃研、川田諭、『良医が語る医療現場のいま』求龍堂、ISBN 978-4763018120

### 編集
- 長廻紘(監修)屋代庫人、大圃研(著者・編集)『技師とナースのための消化管内視鏡ハンドブック』分光堂、ISBN 978-4-8306-4225-8
- 佐藤貴幸、志賀拓也(著)、港洋平(編集協力)、大圃研(編集)『大圃組はやっている！！消化器内視鏡の機器・器具・デバイスはこう使え！』金芳堂、ISBN 978-4-7653-1726-9
- 大圃研（編集）、千葉秀幸（編集）『ザ・テキスト大腸ESD』金芳堂、ISBN 978-4-7653-1761-0
- 大圃研（編集）、港洋平（編集）『消化器内視鏡 大圃流の基本手技』羊土社、ISBN 978-4758110723
- 大圃研（編集）、千葉秀幸（編集）『ザ・テキスト 食道・胃・十二指腸ESD』金芳堂、ISBN 978-4765318877